# Loch a' Chnuic Bhric
Loch a' Chnuic Bhric är en sjö i Storbritannien.   Den ligger i kommunen Argyll and Bute och riksdelen Skottland, i den nordvästra delen av landet, 600 km nordväst om huvudstaden London. Loch a' Chnuic Bhric ligger 14 meter över havet. Den ligger på ön Jura.Trakten runt Loch a' Chnuic Bhric består i huvudsak av gräsmarker.